# 6180 Bystritskaya
6180 Bystritskaya este o planetă minoră (asteroid) din centura de asteroizi. A fost descoperită pe 8 august 1986 la Observatorul Astrofizic din Crimeea⁠(d) de Liudmila Cernîh și a fost numită după Ielina Avraamovna Bîstrițkaia⁠(d). 
Obiectul prezintă o orbită caracterizată de o semiaxă mare de 2,4427447 UAi, o excentricitate de 0,21, o înclinație de 1,15475 ° în raport cu ecliptica.